# Singing Bird
《Singing Bird》是日本音樂組合B'z的主唱稻葉浩志的第5張原創專輯。於2014年5月21日由VERMILLION RECORDS發行。

## 概要
本作是自前作『Hadou』以來睽違約3年9個月的原創專輯。
在本作中，除了收錄了自稻葉SOLO活動起動時先行數位上架的（草約）（哭泣著）以外，亦收錄了作為電視廣告在日本全國播放的「oh my love」等，全12首歌曲。在初回限定盤中，附屬了收錄「oh my love」「念書」「泣きながら」「Stay Free」4首歌曲MUSIC VIDEO的DVD。
關於標題『Singing Bird』，稻葉表示「因為進行作業的時間帶多是在上午時段，所以單純察覺到了『話說回來，總是有鳥鳴聲啊』（笑）。雖然散步時也是，去海邊時亦是如此，但皆是在那樣的時間裡將想到的詞語寫下來的呢」「鳥鳴聲時而是在求偶，時而是在警告等，具有各式各樣的意義。倘若自己的歌聲也能夠成為對他人而言具有意義的事物，那麼我願效仿鳥並以此命名了」。此外，專輯封面使用了騎著哈雷摩托車疾馳而過的插圖。關於唱片封套上的插圖，據說稻葉與設計師商談時的要求為「希望別使用到鳥的照片或插圖」。但是，若將完成品的插圖倒過來看便亦可得見「鳥啄重機的畫面」，稻葉亦對此有所認知。
本作中所收錄的樂曲，幾乎皆是以音樂術語裡的詞先（先有歌詞，再將其添加旋律的樂曲製作法）製作而成，一改了迄今為止的作風。關於樂曲製作，稻葉表示「即是連綿不斷做著時而將偶然想到的短語立刻記錄下來保存在手機裡，時而當該紀錄積沙成塔後將其添加旋律這樣的作業」。
編曲是繼前作『Hadou』之後繼續以稻葉和寺地秀行為中心，但在本作是自前前作『Peace Of Mind』以來，德永曉人（doa）再次參與了編曲及貝斯。

## 紀錄
根據Oricon公信榜調查，獲得2014年6月2日週間專輯榜初登場冠軍。在SOLO作品中的冠軍專輯，是自首張專輯『マグマ』（1997年1月發售）起連續5張。成為了男性SOLO藝人自1st起連續5張冠軍專輯，這是自1993年1月18日的冰室京介記錄以來，睽違21年4個月的首次紀錄。

## 收錄曲
CD
1. （Jimmy的早晨）(3:24)
標題的「Jimmy」（ジミー）是稻葉衝浪時在海邊遇見的實際存在人物。自一度生病並接受手術治療以來，開始過著配戴心律調節器的生活。據說現在康復後，經常來海邊衝浪。那位Jimmy曾說過「我害怕變得獨自一人[原文 6]」這句話，使稻葉感到「Jimmy的陽剛地感覺與真心害怕的感覺之間所形成的反差令我留下了深刻印象[原文 7]」，便一口氣完成了歌詞。順帶一提，據說本曲是未經過Jimmy許可創作的[6]。
2. (4:33)
奧林巴斯製照相機『OM-D E-M10』的「Hand in hand」篇廣告曲。配合通過相機鏡頭將父子之間的互動及羈絆描繪出來的故事，稻葉專為該廣告全新創作的樂曲[9]。是在本作中最後製作的樂曲。
在聽了來自商業搭配端「想呈現出這樣的影像[原文 8]」其故事內容後，稻葉在該故事的基礎上撰寫歌詞，並添加旋律。
MUSIC VIDEO的導演是大久保拓朗（日语：大久保拓朗）。
3. (3:19)
最初吉他聲僅只有Rafael的演奏，但由於稻葉感到「因為吉他彈得太好了，實在太漂亮了所以和我自己想像中的不同[原文 9]」，因此之後重疊了稻葉在DEMO階段演奏的吉他（根據稻葉表示「雖然彈得不好又很粗糙，但卻是很有人情味的Take[原文 10]」）。
4. (4:12)
在以現場錄音為主的本作中，是一首多用了電腦編曲（日语：打ち込み）的樂曲。歌詞中的境遇，是以稻葉漫步在銀杏樹林蔭道為契機。據說銀杏的氣味與銀杏樹落葉壓倒性地金色意象令其留下了深刻印象[10]。
此外，歌詞內容是來自某封粉絲信上所寫的『就算想逞強也沒關係哦』（無理していいんですよ）這樣的話語[10]。稻葉談及了「明明一般來說會寫『請不要逞強』，但也許是由於很了解我的性格嗎？所以當看到寫了『即便叫您不要逞強，稻葉先生還是會想那麼做對吧』的時候，我因為那些話而喜悅，一個人獨自感動，便從而開始製作了。[原文 11]」。
5. （哭泣著）(4:28)
第2張數位限定單曲。
6. (4:09)
第3張數位限定單曲。
7. (3:43)
8. （孤獨的前進）(4:02)
作詞動機來自於這樣的想法「在看新聞時，有時會變得分不清什麼才是正確的，並具有令人感到還是仔細思考一下會比較好的時候[原文 12]」。
9. （好友啊）(4:59)
10. (5:14)
根據稻葉表示，在閱讀東日本大震災後的報導時，據說是由於想到「失去了重要之人，當聽到如此悲傷的消息時，殘存下來的人們會是怎樣的心情？[原文 13]」因而作詞。
在『Koshi Inaba LIVE 2014 〜en-ball〜』上，是本作中，唯一僅本曲未被演奏，但在『Koshi Inaba LIVE 2016 〜enIII〜』 上成為了首次演奏。
11. （Route 53）(4:58)
在本作中最初製作的樂曲。標題是指行駛在岡山縣的國道53號（日语：国道53号）之意。稻葉每年會返鄉幾次老家的岡山縣津山市，便將當時感受到的事物撰寫成了歌詞。根據稻葉表示「即便是要從津山前往某處，也只有那條路（國道53號）哦。無論是要去哪裡、要回來，皆會選擇這條路作為其出入口的象徵[原文 14]」。當中的「爺爺骨折了」（おじいちゃんが骨折した）這段，是基於真實發生的事情[6]。
12. （草約）(3:15)
第1張數位限定單曲。

DVD（僅初回限定盤附屬）
收錄以下樂曲的MUSIC VIDEO。

## 商業搭配
- 奧林巴斯「OM-D E-M10（日语：オリンパスOMシステム）」廣告曲(#2)

## 製作人員
- 稻葉浩志：主唱、全曲作詞・作曲・編曲、吉他(#1.3)、原聲吉他(#9)、電錫塔琴・Djembe（日语：ジャンベ）(#1)、藍調口琴(#11.12)
- 寺地秀行（日语：寺地秀行）：編曲(#1-5.7.9-12)
- 德永曉人 (doa)：編曲(#6.8)、貝斯(#3.4.6.8.10.12)
- 大賀好修 (Sensation)：吉他(#2.4.6.10.12)
- Rafael Moreira（英语：Rafael Moreira）：吉他(#3.7.8)
- Yogi Lonich：電吉他(#9)、原聲吉他(#9)、吉他(#11)
- 種子田健（日语：種子田健）：貝斯(#2.11)
- Corey McCormick：貝斯(#7)
- 納浩一（日语：納浩一）：貝斯(#9)
- SATOKO (FUZZY CONTROL)：爵士鼓(#2)
- Shane Gaalaas（日语：シェーン・ガラース）：爵士鼓(#3.4.6-8.10.12)
- 山木秀夫（日语：山木秀夫）：爵士鼓(#9.11)
- 小野塚晃（日语：小野塚晃） (DIMENSION)：鋼琴・風琴(#2.11)、鋼琴(#5.12)、風琴(#6)
- 山本拓夫（日语：山本拓夫）：長笛(#1.4.5)
- 諸岡由美子：大提琴(#1)
- 石川寛子 with Lime Ladies Orchestra：弦樂器(#5.9.11)

## 腳註

### 出典
1. ↑  . ORICON NEWS (Oricon). 2015-02-05  [2020-01-02]. （原始内容存档于2020-01-02）.
2. ↑  . ORICON NEWS. Oricon. 2014  [2020-07-12]. （原始内容存档于2019-05-31）.
3. ↑  . RIAJ.   [2014-06-10]. （原始内容存档于2014-06-20）.
4. 1 2  . ORICON NEWS (Oricon). 2014-04-11  [2020-01-02]. （原始内容存档于2017-07-07）.
5. 1 2  . Billboard JAPAN. 2014-04-11  [2020-01-02]. （原始内容存档于2020-01-02）.
6. 1 2 3 4  . Mikiki. 2014-06-11  [2020-01-03]. （原始内容存档于2016-09-24）.
7. ↑   (2014年6月號). 株式会社 音楽と人. 2020-03-14.
8. ↑  . ORICON NEWS (Oricon). 2014-05-27  [2020-01-02]. （原始内容存档于2017-07-07）.
9. ↑  . Billboard JAPAN. 2014-03-05  [2020-01-02]. （原始内容存档于2020-01-02）.
10. 1 2   (2014年5月26日號). Oricon Entertainment. 2020-03-14.